# Potamites erythrocularis
Potamites erythrocularis — вид ящірок родини гімнофтальмових (Gymnophthalmidae). Ендемік Перу. Описаний у 2014 році.

## Опис
Довжина Potamites erythrocularis (без врахування хвоста) становить 83-85 мм. Верхня частина тіла коричнева, на спині з боків у самців є 2-3 пари плям, у самиць вони відсутні. На нижніх кінцівках і животі у самців є яскраві червоні плями, на грудях блакитні плями, на горлі і голові є кілька темних плям. У самиць кінцівки, груди і хвіст жовті або коричнюваті, живіт оранжевий, горло і голова кремово-білі.

## Поширення і екологія
Potamites erythrocularis мешкають в регіонах Куско і Мадре-де-Дьйос, зокрема в Національному парку Ману.